# Superdome (film)
Superdome is een Amerikaanse televisiefilm uit 1978. De film werd geregisseerd door Jerry Jameson. De hoofdrollen werden gespeeld door David Janssen, Edie Adams en Clifton Davis.
De film werd belachelijk gemaakt in een aflevering van de serie Mystery Science Theater 3000.

## Verhaal
De superbowl komt er weer aan. Een van de spelers, Dave Wolecki, heeft zich zo druk beziggehouden met voorbereiden op de spelen dat hij zijn vrouw volledig links heeft laten liggen. Bovendien wordt de ster quarterback aangeklaagd door een firma.
Los van alle problemen van de spelers loopt er ook nog een moordenaar rond. Het lijkt erop dat iemand niet wil dat de Cougars winnen. Ze probeerden de trainer over te halen enkele spelers te drogeren. Toen hij weigerde, werd hij vermoord. De managers moeten achterhalen wie de moordenaar is voor hij weer toeslaat.

## Rolverdeling
| Acteur        | Personage     |
| ------------- | ------------- |
| David Janssen | Mike Shelley  |
| Edie Adams    | Joyce         |
| Clifton Davis | P.K. Jackson  |
| Peter Haskell | Doug Collins  |
| Ken Howard    | Dave Walecki  |
| Susan Howard  | Nancy Walecki |
| Van Johnson   | Chip Green    |
| Vonetta McGee | Sonny         |
| Donna Mills   | Lainie Wiley  |